# 香取神社 (埼玉県松伏町大字田島)
香取神社（かとりじんじゃ）は、埼玉県北葛飾郡松伏町の神社。

## 歴史
創建年代は不明である。ただ隣にあった「真長院」が1624年（寛永元年）の開山であることから、その頃に創建されたものと推測される。真長院は明治初期の神仏分離により、廃寺に追い込まれた。そのため、当社と別当寺の関係であったのか否かも不明である。真長院跡は集会所となっている。
1873年（明治6年）、近代社格制度に基づく「村社」に列せられ、1909年（明治42年）の神社合祀により、周辺の4社が合祀された。
かつては真長院から移された鰐口を保管していたが、戦後に盗難にあい、不明になっている。

## 交通アクセス
- 路線バス十一軒入口停留所より徒歩6分。